# Halichoeres dimidiatus
Halichoeres dimidiatus är en fiskart som först beskrevs av Agassiz, 1831.  Halichoeres dimidiatus ingår i släktet Halichoeres och familjen läppfiskar. IUCN kategoriserar arten globalt som livskraftig. Inga underarter finns listade i Catalogue of Life.